# Laura Novoa
Laura Novoa, född 8 januari 1969 i Buenos Aires, är en film-, TV- och teaterskådespelare från Argentina.

## Biografi
Laura Novoa är dotter till den argentinska skådespelaren Pepe Novoa. Hon har medverkat i mer än trettio filmer sedan 1988 och många föreställningar på teaterscener. Hon är mest känd för filmerna Poliladron (1994), Lo que el tiempo nos dejó (2010) och Dulce amor (2012). Hon var en tid gift med skådespelaren, regissören och författaren Mario Segade och de har två barn.

## Utmärkelser
- 2013 Martín Fierro Awards
- Best actress of daily drama (för Dulce amor)[3]